# Mindenből egy van
A Mindenből egy van 2011 és 2016 között vetített magyar színházi improvizációs, szituációs komédia, amit Kapitány Iván alkotott. A főbb szerepekben Rudolf Péter, Nagy-Kálózy Eszter, Szatory Dávid, Klem Viktor, Földes Eszter, Scherer Péter és Oroszlán Szonja látható. A sorozat első három évadját 2011 októbere és 2012 decembere között sugározta az M1, míg a negyedik évad 2016 januárjától került adásba a Dunán.

## Formátum
Minden rész két blokkból áll. Egy blokk elején a főszereplők eljátszanak egy előre megírt, ötperces szituációt. A blokk második, húszperces felében a szereplőknek ugyanezt a jelenetet kell eljátszaniuk, ám még az elkezdése előtt kapnak egy-egy instrukciót, melyet követniük kell. A játék közben füleseikbe újabb és újabb feladatokat kapnak (melyeket a közönség és a nézők kiírva látnak, de a többi színész nem hall), újabb színészek érkezhetnek, de a jelenetnek ugyanoda kell kifutnia. Az egyes blokkok ugyanazon helyszínen játszódnak, a színészek ugyanazokat a karaktereket formálják meg.

## Kerettörténet

### Első évad (2011–2012)
Fifti és Anikó elváltak, azonban nap mint nap találkoznak, mivel egy, Anikó apjától nászajándékba kapott, terézvárosi üzlethelyiségen kell osztozniuk, melyben egyikük konditermet, másikuk cukrászdát üzemeltet. Középen egy záróvonalat húztak, amit csak a másik fél engedélyével léphetnek át. Fifti testnevelést tanított, s a tornaszertárban fogadta az anyukákat, akik gyermekükről akartak vele beszélni. Anikó gyanúja szerint megcsalta Fifti az anyukákkal, így beadta a válókeresetet. Lányuk, a tizennyolc éves Csilla Berlinben tanul. A Mindenből egy van kettejükről, alkalmazottjaikról – Nikiről és Daniról – és Fifti unokaöccséről, Félixről szól, aki szintén sokat jár a Conditoreiba nagybátyjának segíteni.

### Második évad (2012)
A második évad központi cselekményszála Fifti és Ági – az anyuka, akivel Anikó „rajtakapta” Fiftit a szertárban – viszonya. Míg Fifti próbál házasságán továbblépni, és kapcsolatot kezdeményezni a nővel, Ági inkább férjét, Józsit próbálja visszaszerezni.

### Harmadik évad (2012)
A harmadik évad nyitányára Fifti és Anikó kibékültek, együtt dolgoznak a cukrászdán, amely elfoglalta a konditermet is. Már Niki is a cukrászda alkalmazottja. Bár kezdetben jól viselik egymást, hamarosan kiújulnak a nézeteltérések.

### Negyedik évad (2016)
Fifti eladósodása miatt el kell árverezni a Conditoreit, amelyet öccse, Zoli vesz meg, így ő lesz az új főnök. A helyiségben előbb telefonos lelkisegély-szolgálatot üzemeltetnek, majd utazási irodát.

## Szereplők

### Főszereplők
| Színész            | Szerep                  | Leírás | Évad |
| ------------------ | ----------------------- | --- | ---- |
| Rudolf Péter       | Fifó Tibor, „Fifti bá”  | korábban testnevelés–földrajz szakos általános iskolai tanár, jelenleg konditermet üzemeltet és sportmenedzsernek tanul | 1–4  |
| Nagy-Kálózy Eszter | Gellényi Anikó          | Fifti exfelesége, vele egy helyiségben van cukrászdája, a Conditorei                                                    | 1–4  |
| Szatory Dávid      | Fifó Félix              | Fifti habókos unokaöccse, Zoli fia, ingyen segít nagybátyjának                                                          | 1–3  |
| Klem Viktor        | Konrád Dániel, „Dani”   | pincér, Anikó alkalmazottja volt már Anikó apjának cégénél is                                                           | 1–3  |
| Földes Eszter      | Szücs Nikoletta, „Niki” | Fifti alkalmazottja, takarítónő, személyi edző, egyetemista, egy Veszprém környéki faluban nőtt föl, családja ott él    | 1–4  |
| Scherer Péter      | Fifó Zoltán, „Zoli”     | Fifti öccse, Félix apja, egy nagy cégnek dolgozik villanyszerelőként, gyakran külföldön, például Dortmundban            | 1–4  |
| Oroszlán Szonja    | Gellényi Pálma          | Anikó húga, elvált | 1–4  |

### Mellékszereplők
| Színész             | Szerep                 | Rang/Foglalkozás                        | Évad |
| ------------------- | ---------------------- | --------------------------------------- | ---- |
| Törőcsik Franciska  | Fifó Csilla „Csilluka” | Fifti és Anikó lánya, Berlinben tanul   | 2–3  |
| Pokorny Lia         | Kalmárné Ági           | a nő, aki miatt Fifti és Anikó elváltak | 2    |
| Bozsó Péter         | Kalmár József, „Józsi” | Ági férje                               | 2–3  |
| Mészáros Tibor      | Szűcs József, „Jocó”   | Niki bátyja                             | 3    |
| Hirtling István     | Károly                 | Anikó volt osztálytársa                 | 3    |
| Kálloy Molnár Péter | Fatoscsik Gyula, „Fa”  | énekes                                  | 3–4  |

### További szereplők
- Bata Éva – Bimbó Gabi
- Bohoczki Sára – nyomozó
- Budai Zsófia – Forgony Mónika
- Csuja Fanni – Gésa Zsuzsa
- Csuja Imre – Szücs Józsi
- Debreczeny Csaba – Farnyik Roland, Tánczi
- Gryllus Dorka – vendég
- Gundel Takács Gábor – önmaga
- Hohner Krisztina – Borotvás Alexa
- Kocsis Mariann – Hökk Anna
- Láng Annamária – vendég
- Németh Kristóf – Kovács Csaba
- Pál András – Fifó Zénó
- Pindroch Csaba – ellenőr
- Schneider Zoltán – Kampó
- Schruff Milán – vendég
- Szabó Győző – Fari, Zoli
- Szarvas József – Zénó

## Gyártás
A Beugró című improvizációs sorozat 2008 tavaszán és őszén az M1 műsorán futott, mielőtt anyagi okokból meg kellett válniuk tőle. Az MTVA 2011 nyarán a csatorna intendánsa, Rákay Philip döntésének alapján rendelte meg a Beugrót is készítő Filmservice új improvizációs komédiáját. (Az MTVA szórakoztató főszerkesztője, Poich Lóránd 2007-ben a TV2 programigazgatójaként rendelte be eredetileg a Beugrót.) A sorozat pilot epizódját augusztus 31-én vették fel a Centrál Színházban (ezt nem sugározták). A két műsor különbözőségeiről a rendező–producer Kapitány Iván így nyilatkozott: 
A Beugró komplex, kerek színházi élményt nyújt a felvételen részt vevő nézők számára is, míg a Mindenből egy van közelebb áll a klasszikus tévéjáték műfajához, amelyet most történetesen színházban veszünk fel, nézők előtt. Az azonnali reakciók miatt számunkra nagyon fontos közönség előtt dolgozni, hiszen segít a végeredmény összeállításában, hogy min nevetnek leginkább.
A felvételek – a Beugróhoz hasonlóan – a Centrál Színházban történtek. Egy alkalommal egy epizódot rögzítettek, a forgatás előtt a színészekkel átbeszélték a mindenképp érintendő dramaturgiai pontokat, az improvizált jeleneteket Kapitány Iván rendező többször is felvehette – természetesen más utasításokkal – melyek közül kiválasztotta a sugárzáshoz legmegfelelőbbet. A televíziós rendező a színház előtt parkoló közvetítőkocsiból követte az eseményeket. Az első, tizenkét részes berendelés után az MTVA további húsz részt rendelt be a sorozatból.  A március 16-i, 21. résztől kezdve Klem Viktor, Szatory Dávid, Scherer Péter, Oroszlán Szonja és Földes Eszter is állandó szereplővé lépett elő az addigi két állandó, Rudolf Péter és Nagy-Kálózy Eszter mellé, így a főcím is megváltozott. Egy, a Helyi Témában júliusban megjelent interjúban Rudolf és Nagy-Kálózy úgy nyilatkozott, hogy a műsor tudtukkal nem folytatódik, ám a produkció hivatalos Facebook-oldalán augusztus 24-én megerősítették, hogy szeptembertől folytatják a sorozatot.
A sorozat gyártását a Filmservice-től átvette az Omnibus Film, így a producer szerepét Diószegi Judit mellett Kapitány Iván helyett Rudolf Péter töltötte be. A harmadik évad első nyolc részét tömbösítve, szeptember 4. és 7. között vették fel, míg a további négyet november 5–6-án. Ezt követően a műsor gyártása nyilvános bejelentés nélkül két évre leállt. A negyedik évadot ismét a Filmservice gyártotta és a Játékszínben rögzítették 2015. február 17. és 19., valamint május 12. és 14. között. Klem és Szatory kikerültek az állandó szereplők közül.

## Sugárzás
A sorozat a 2011 októberi közös közszolgálati ’újranyitás’-ként fémjelzett struktúraváltás elemeként jelent meg a képernyőn a Magyarország, szeretlek!, Maradj talpon!, Hacktion, DTK, Lényeg és Gasztroangyal című műsorokkal együtt. Az első évadot péntekenként 21:10-kor sugározta az M1, míg ismétlései az M2-n és a Duna Worldön láthatóak. 2011. december 29-én, csütörtökön 15:15-kor Mindenből sok van címmel az M1 összeállítást sugárzott az addig legjobbnak talált „Ne a gyerek előtt!” és „Niki terhes” blokkokból. 2012. január 13-tól az M1 folyamatosan folytatta az új részek sugárzását a második évaddal.  A műsor február 17-én és március 16-án helyet cserélt az eggyel korábbi sávban futó Poén Péntekkel, mivel az utóbbiban a magasabb korhatár-besorolású Szájhősök epizódjait adták. Március 9-től a Marslakók indulása miatt a Mindenből egy van is félórával később, 21:40-kor kezdett. A második évad utolsó epizódját – bár az utolsó előtti június 1-jén került adásba – a 2012-es labdarúgó-Európa-bajnokság miatt csak június 29-én sugározták. A harmadik évad szeptember 21-én debütált, majd december 21-ig jelentkezett sávjában. Az évad utolsó részét szilveszterkor tűzték műsorra.
2015 augusztusában jelentették be, hogy az addigra leforgatott negyedik évadot 2016. január 8-án kezdik sugározni.

## Epizódok
| Évad | Évad | Részek száma | Részek száma | Eredeti sugárzás     | Eredeti sugárzás   | Eredeti adó |
| Évad | Évad | Részek száma | Részek száma | Évadbemutató         | Évadzáró           | Eredeti adó |
| ---- | ---- | ------------ | ------------ | -------------------- | ------------------ | ----------- |
|      | 1.   | 12           | 12           | 2011. október 7.     | 2012. január 6.    | M1          |
|      | 2.   | 20           | 20           | 2012. január 13.     | 2012. június 29.   | M1          |
|      | 3.   | 12           | 12           | 2012. szeptember 21. | 2012. december 31. | M1          |
|      | 4.   | 12           | 12           | 2016. január 8.      | 2016. április 1.   | Duna        |

## Fogadtatása

### Kritikai fogadtatás
A sorozatra kevés kritikus figyelt fel. A harmadik évad indulásakor a Sorozatjunkie jelentetett meg róla pozitív kritikát, mely főleg Rudolf Péter, valamint Földes Eszter és Scherer Péter játékát dicsérte.

### Nézettség
| Évad | Premier              | Premier  | Premier | Finálé             | Finálé   | Finálé | Idősáv       | Teljes lakosság (4+) | Teljes lakosság (4+) | Célcsoport (18–49) | Célcsoport (18–49) |
| Évad | Dátum                | AMR      | SHR     | Dátum              | AMR      | SHR    | Idősáv       | AMR                  | SHR                  | AMR                | SHR                |
| ---- | -------------------- | -------- | ------- | ------------------ | -------- | ------ | ------------ | -------------------- | -------------------- | ------------------ | ------------------ |
| 1.   | 2011. október 7.     | 337 ezer | 7,9%    | 2012. január 6.    | 230 ezer | 5%     | péntek 21:10 | 321 ezer             | 7,4%                 | 105 ezer           | 5,8%               |
| 2.   | 2012. január 13.     | 328 ezer | 7,4%    | 2012. június 29.   | 230 ezer | 5,4%   | péntek 21:10 | 242 ezer             | 5,6%                 | 79 ezer            | 4,4%               |
| 3.   | 2012. szeptember 21. | 195 ezer | 4,7%    | 2012. december 31. | 432 ezer | 9,8%   | péntek 21:10 | 232 ezer             | 5,4%                 | 68 ezer            | 3,9%               |
| 4.   | 2016. január 8.      | 153 ezer | 3,5%    | 2016. április 1.   | 100 ezer | 3,6%   | péntek 21:10 | 118 ezer             | 3,6%                 | 27 ezer            | 2,0%               |

| Dátum              | Teljes lakosság (4+) | Teljes lakosság (4+) | Célközönség (18–49) | Célközönség (18–49) |        |
| Dátum              | AMR                  | SHR                  | AMR                 | SHR                 |        |
| ------------------ | -------------------- | -------------------- | ------------------- | ------------------- | ------ |
| 2011. október 7.   | 337 ezer             | 7,9%                 | 124 ezer            | 6,9%                | [ 13 ] |
| 2011. október 14.  | 291 ezer             | 6,9%                 | 96 ezer             | 5,5%                | [ 14 ] |
| 2011. október 21.  | 275 ezer             | 6,4%                 | 89 ezer             | 5%                  | [ 15 ] |
| 2011. október 28.  | 297 ezer             | 6,9%                 | 116 ezer            | 6,8%                | [ 16 ] |
| 2011. november 11. | 349 ezer             | 8,2%                 | 130 ezer            | 7,2%                | [ 17 ] |
| 2011. november 18. | 295 ezer             | 7,3%                 | 84 ezer             | 4,9%                | [ 18 ] |
| 2011. november 25. | 386 ezer             | 8,7%                 | 129 ezer            | 7%                  | [ 19 ] |
| 2011. december 9.  | 322 ezer             | 7,5%                 | 100 ezer            | 5,6%                | [ 20 ] |
| 2011. december 16. | 289 ezer             | 6,5%                 | 72 ezer             | 4,1%                | [ 21 ] |
| 2011. december 23. | 381 ezer             | 8,3%                 | 136 ezer            | 7,2%                | [ 22 ] |
| 2011. december 30. | 403 ezer             | 8,6%                 | 126 ezer            | 6,3%                | [ 23 ] |
| 2012. január 6.    | 230 ezer             | 5%                   | 62 ezer             | 3,2%                | [ 24 ] |

| Dátum             | Teljes lakosság (4+) | Teljes lakosság (4+) | Célközönség (18–49) | Célközönség (18–49) |        |
| Dátum             | AMR                  | SHR                  | AMR                 | SHR                 |        |
| ----------------- | -------------------- | -------------------- | ------------------- | ------------------- | ------ |
| 2012. január 13.  | 328 ezer             | 7,4%                 | 99 ezer             | 5,2%                | [ 25 ] |
| 2012. január 27.  | 177 ezer             | 4,2%                 | 53 ezer             | 2,9%                | [ 26 ] |
| 2012. február 3.  | 384 ezer             | 8,4%                 | 133 ezer            | 6,7%                | [ 27 ] |
| 2012. február 10. | 335 ezer             | 7%                   | 96 ezer             | 4,8%                | [ 28 ] |
| 2012. február 17. | 326 ezer             | 6,5%                 | 106 ezer            | 5,5%                | [ 29 ] |
| 2012. február 24. | 264 ezer             | 5,7%                 | 82 ezer             | 4,2%                | [ 30 ] |
| 2012. március 2.  | 250 ezer             | 5,5%                 | 95 ezer             | 5,1%                | [ 31 ] |
| 2012. március 9.  | 208 ezer             | 5,1%                 | 53 ezer             | 3,1%                | [ 32 ] |
| 2012. március 16. | 216 ezer             | 4,9%                 | 75 ezer             | 4,1%                | [ 33 ] |
| 2012. március 23. | 211 ezer             | 5,3%                 | 59 ezer             | 3,4%                | [ 34 ] |
| 2012. március 30. | 224 ezer             | 5,7%                 | 92 ezer             | 5,3%                | [ 35 ] |
| 2012. április 13. | 235 ezer             | 5,6%                 | 87 ezer             | 4,7%                | [ 36 ] |
| 2012. április 20. | 245 ezer             | 6%                   | 75 ezer             | 4,4%                | [ 37 ] |
| 2012. április 27. | 175 ezer             | 4,2%                 | 55 ezer             | 3,2%                | [ 38 ] |
| 2012. május 4.    | 160 ezer             | 4%                   | 60 ezer             | 3,7%                | [ 39 ] |
| 2012. május 11.   | 179 ezer             | 4,4%                 | 74 ezer             | 4,6%                | [ 40 ] |
| 2012. május 18.   | 229 ezer             | 5,5%                 | 78 ezer             | 4,6%                | [ 41 ] |
| 2012. május 25.   | 237 ezer             | 5,7%                 | 70 ezer             | 4,1%                | [ 42 ] |
| 2012. június 1.   | 230 ezer             | 5,9%                 | 88 ezer             | 5,4%                | [ 43 ] |
| 2012. június 29.  | 230 ezer             | 5,4%                 | 54 ezer             | 3,3%                | [ 44 ] |

| Dátum                | Teljes lakosság (4+) | Teljes lakosság (4+) | Célközönség (18–49) | Célközönség (18–49) |        |
| Dátum                | AMR                  | SHR                  | AMR                 | SHR                 |        |
| -------------------- | -------------------- | -------------------- | ------------------- | ------------------- | ------ |
| 2012. szeptember 21. | 195 ezer             | 4,7%                 | 66 ezer             | 3,9%                | [ 45 ] |
| 2012. szeptember 28. | 317 ezer             | 7,6%                 | 104 ezer            | 6,2%                | [ 46 ] |
| 2012. október 5.     | 190 ezer             | 4,7%                 | 81 ezer             | 4,9%                | [ 47 ] |
| 2012. október 19.    | 223 ezer             | 5,2%                 | 69 ezer             | 4%                  | [ 48 ] |
| 2012. október 26.    | 203 ezer             | 4,6%                 | 58 ezer             | 3,1%                | [ 49 ] |
| 2012. november 9.    | 203 ezer             | 4,7%                 | 59 ezer             | 3,3%                | [ 50 ] |
| 2012. november 16.   | 161 ezer             | 3,7%                 | 42 ezer             | 2,4%                | [ 51 ] |
| 2012. november 23.   | 195 ezer             | 4,3%                 | 54 ezer             | 2,8%                | [ 52 ] |
| 2012. november 30.   | 227 ezer             | ?                    | 81 ezer             | 4,4%                | [ 53 ] |
| 2012. december 14.   | 217 ezer             | 4,9%                 | 36 ezer             | 2%                  | [ 54 ] |
| 2012. december 21.   | 219 ezer             | 4,9%                 | 62 ezer             | 3,5%                | [ 55 ] |
| 2012. december 31.   | 432 ezer             | 9,8%                 | 99 ezer             | 6,4%                | [ 56 ] |

| Dátum             | Teljes lakosság (4+) | Teljes lakosság (4+) | Célközönség (18–49) | Célközönség (18–49) |        |
| Dátum             | AMR                  | SHR                  | AMR                 | SHR                 |        |
| ----------------- | -------------------- | -------------------- | ------------------- | ------------------- | ------ |
| 2016. január 8.   | 153 ezer             | 3,5%                 | 28 ezer             | 1,8%                | [ 57 ] |
| 2016. január 15.  | 109 ezer             | 2,5%                 | 31 ezer             | 1,9%                | [ 58 ] |
| 2016. január 22.  | 118 ezer             | 2,6%                 | 21 ezer             | 1,3%                | [ 59 ] |
| 2016. január 29.  | 93 ezer              | 3,1%                 | 19 ezer             | 1,4%                | [ 60 ] |
| 2016. február 5.  | 125 ezer             | 3,9%                 | 23 ezer             | 1,7%                | [ 61 ] |
| 2016. február 12. | 108 ezer             | 3,8%                 | 13 ezer             | 1,1%                | [ 62 ] |
| 2016. február 19. | 104 ezer             | 3,3%                 | 19 ezer             | 1,4%                | [ 63 ] |
| 2016. február 26. | 138 ezer             | 4,3%                 | 29 ezer             | 2,1%                | [ 64 ] |
| 2016. március 4.  | 147 ezer             | 4,8%                 | 47 ezer             | 3,5%                | [ 65 ] |
| 2016. március 11. | 106 ezer             | 4%                   | 38 ezer             | 3,4%                | [ 66 ] |
| 2016. március 18. | 113 ezer             | 3,7%                 | 33 ezer             | 2,6%                | [ 67 ] |
| 2016. április 1.  | 100 ezer             | 3,6%                 | 17 ezer             | 1,4%                | [ 68 ] |